# Sirens FC
Sirens Football Club (obecně známý jako Sirens) je maltský fotbalový klub sídlící v St. Paul's Bay. Soutěží v Maltese Premier League, nejvyšší úrovni maltského fotbalu.